# Jean-Nicolas Trottier
Jean-Nicolas Trottier est un tromboniste, compositeur, arrangeur, chef d'orchestre et pédagogue canadien, établi à Montréal, au Québec.

## Biographie
Jean-Nicolas Trottier est titulaire d'un baccalauréat, d'une maîtrise ainsi que d'un doctorat en interprétation jazz de l'Université McGill,,. Tromboniste actif sur la scène musicale montréalaise, Jean-Nicolas Trottier fait partie de plusieurs ensembles jazz tels le Joe Sullivan Big Band, le Jazzlab Orchestra et l’Orchestre national de jazz de Montréal. Il a collaboré avec des artistes de réputation internationale, dont Steve Davis, Dave Brubeck, Ingrid Jensen, Seamus Blake, Ari Hoenig. Il a aussi travaillé avec Patrick Watson, Ariane Moffatt, Caracol, Amylie Boisclair, Geneviève Jodoin, Yann Perrault, Beast, DJ Champion, Richard Gagnon et Louis-Jean Cormier, notamment.
En avril 2017, il est membre du Benjamin Deschamps Quintet qui sort l'album Demi-nuit,. À titre de chef d'orchestre et compositeur de l'Orchestre national de jazz de Montréal, il lance l'album The Mystic Mind en octobre 2019 en concert de clôture de l'OFF Jazz de Montréal,.
Arrangeur et compositeur, il compte à son catalogue plus de 400 œuvres pour des ensembles allant de l’instrument solo à l’orchestre symphonique, en passant par les ensembles de musique de chambre et le big band. Il est présentement directeur artistique, chef d’orchestre et compositeur en résidence de l'Orchestre national de jazz de Montréal,.

## Prix
- 2003 : Prix Galaxy Rising Star du Festival de jazz d'Ottawa[4].
- 2004 : Grand Prix General Motors du Festival international de jazz de Montréal (FIJM), avec l’Odd Jazz Ensemble[4].
- 2005 : Prix Découverte de l’OFF Festival de jazz de Montréal[4].